# Karl Messerli
Karl Messerli (* 3. März 1947) ist ein ehemaliger Schweizer Fussballspieler und heutiger Spielerberater.

## Karriere

### Spieler
Messerli spielte 1964 eine Saison beim FC Basel und wechselte 1965 zum FC Aarau, wo er nicht zum Einsatz kam. In der gleichen Saison wechselte er zum SC Brühl in die Stadt St. Gallen, der damals in der zweithöchsten Liga spielte. Nach vier Saisons bei Brühl wechselte Messerli 1969 zu den Grasshoppers in der höchsten Schweizer Liga. Nach einer Saison wechselte er schliesslich 1971 zum FC Luzern, verliess den Verein nach einer Saison und wechselte in den Kanton Tessin zum FC Chiasso. Mit dem Verein stieg er 1972 in die höchste Schweizer Liga auf. 1974 wechselte Messerli zum zweitklassigen FC Nordstern. 1975 wechselte er wieder zum FC Chiasso, der mittlerweile wieder in der zweithöchsten Liga spielte.

### Spielerberater
Messerli arbeitete nach seiner Karriere als Textilunternehmer, fiel aber auch als Spielerberater für diverse nordkoreanische Profispieler auf.